# PT-11
La PT-11 est une voie rapide urbaine en projet de la Province de Ciudad Real qui va entourer Puertollano par le nord-ouest en connectant l'A-41 et l'A-43.
Elle reliera l'A-41 au nord à l'A-43 à l'ouest.